# Contramesures electròniques
Les  contramesures electròniques , o  ECM  (sigles de l'anglès  Electronic countermeasures ), són una part de la guerra electrònica que inclou qualsevol classe de dispositiu elèctric o electrònic dissenyat per enganyar o burlar sistemes de detecció per radar, sonar, infrarojos, làser o altres sistemes.

## Exemples d'avions dedicats a les contramesures electròniques
- EF-111a Raven

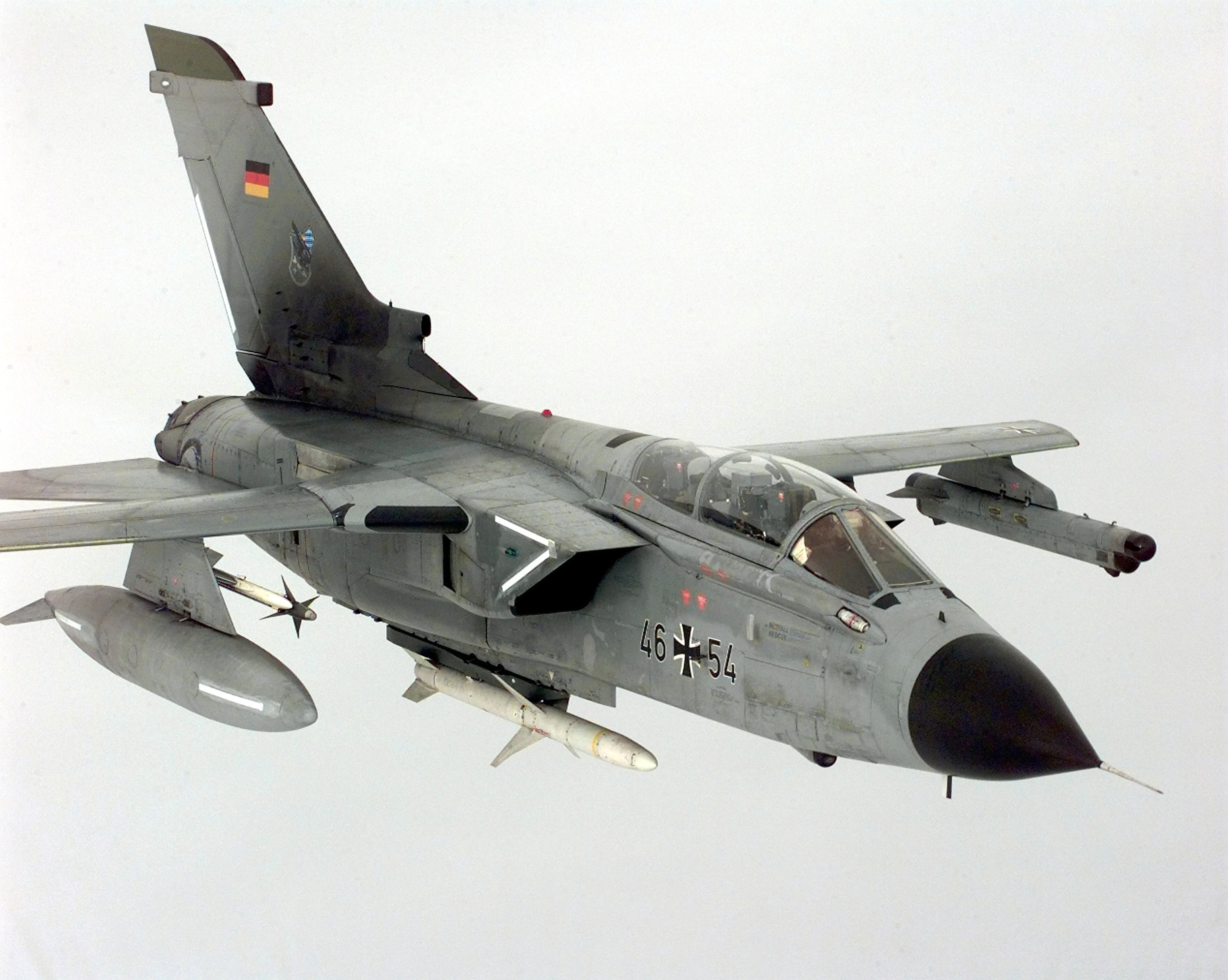
Panavia Tornado ECR de la Luftwaffe.

- Grumman EA-6B Prowler: equipat amb inhibidor de comunicacions ALQ-92, sistema track breaking multi-banda ALQ-100, i cinc pods d'inhibidors tàctics ALQ-99.[1]
- Boeing EA-18G Growler
- Panavia Tornado ECR